# 젊은 아내
젊은 아내는 한국에서 제작된 이강천 감독의 1959년 영화이다. 노경희 등이 주연으로 출연하였고 정창환 등이 제작에 참여하였다.

## 출연

### 주연
- 노경희
- 최남현
- 최지희

### 조연
- 유명순

## 제작진
- 조명: 이종면
- 녹음: 최칠복
- 미술: 임명선